# 細雪純
細雪純（9月30日—），日本女性漫畫家。出身於福島縣二本松市。血型O型。

## 來歷、人物
- 1991年，細雪她在雜誌《Animedia》（學習研究社）臨時增刊號「AD·party」發表動畫「魔神英雄傳」的官方同人漫畫《愛》正式成為漫畫業界出道作。
- 喜歡的作品類型是魑魅魍魎系世界的作品，因此從小經常畫「鬼娘」的創作[2]。
- 細雪她是同人創作團體的粉絲（支援成員）之一。高中時期參加同人活動時經常與有里紅良（日语：有里紅良）互動。後來有一段時間因個人私事的因素而沒有聯繫，直到參加Hero X line（日语：ヒーロークロスライン）的企劃活動時再度會合。
- 另外，細雪她也是北海道電視台製作的電視節目「星期三如何（日语：水曜どうでしょう）」系列的粉絲。

## 作品列表

### 已完結

#### 戲仿動畫相關
- ☆勇者特急隊
- ☆勇者警察
- 勇者指令
- 勇者王
- ☆機動武鬥傳G鋼彈
- 機動新世紀鋼彈X
- 獸戰士Gulkeeva（日语：獣戦士ガルキーバ）
- 熱風海陸 SIDE:SUOU（與Kinema Citrus共同製作，原作：吉田直、武士道、Nitro+，單行本全2冊）
- 哄合屋（原作：北澤秋（日语：北沢秋），《Comic亂（日语：コミック乱）》連載）

☆記號表示說明部分作品後來收錄在《細雪百貨店》（學習研究社，1994年刊）。

#### 其它
※太字表示說明細雪的原創作品。
- ZZ ～雙重Z～（學習研究社，單行本全3冊）※細雪的首部原創作品。
- Sandy&Johnny（学習研究社）
- BLAZE（富士見書房，單行本全2冊）
- Kiyoshirou傳奇檔案（原作：和田慎二，富士見書房，單行本全2冊）
- 魔法戰士李維 紅炎的剋星（原作：水野良，富士見書房，單行本全6冊）
- Generator Gawl（日语：ジェネレイターガウル）（原作：龍之子企劃室，學習研究社，單行本全2冊）
- 銀河少女警察／蒼月之涙（企劃：、原作：山下卓（日语：山下卓））（學習研究社）
- 美少女格鬥ASUKA120%（日语：あすか120%）FINAL（擔任人物設定、原聲CD精選集封面插圖，FamilySoft（日语：ファミリーソフト））
- Role&Roll（日语：Role&Roll）24號桌上角色扮演遊戲RPG「魔法戰士李維」（擔任插畫，新紀元社（日语：新紀元社））
- （原作：關智一）（講談社，單行本全1冊）
- 本 ！（名義，原作：石之森章太郎，講談社）
- （原作：CHUNSOFT「428 ～被封鎖的澀谷～」）（EMOTION（日语：エモーション (バンダイナムコグループ)），單行本全2冊）
- 週刊新漫畫日本史（日语：週刊マンガ日本史） 第7號「坂上田村麻呂」（朝日新聞出版）
- 齋藤孝（日语：齋藤孝 (教育学者)）！名作教室（負責插圖）（朝日新聞出版）
- 花開物語 Green Girls Graffiti（原作：P.A.WORKS「花開物語」）（Web Comic Gekkin（日语：Webコミックゲッキン），單行本全2冊，2011年7月1日－2012年7月2日）
- 哄合屋（原作：北澤秋（日语：北沢秋），《Comic亂（日语：コミック乱）》連載）

## 來源
1. 1 2 3  . 細雪純的官方個人網站.   [2017-01-21]. （原始内容存档于2016-02-12） （日语）.
2. ↑  《Kiyoshirou傳奇檔案I·惡靈岩奇談》，富士見書房，2004年 ISBN 4-04-712378-1

## 外部連結
- FAIR LADY （页面存档备份，存于） （日語）－細雪純的官方個人網站。